# Heteromastus hutchingsae
Heteromastus hutchingsae är en ringmaskart som beskrevs av Green 2002. Heteromastus hutchingsae ingår i släktet Heteromastus och familjen Capitellidae. Inga underarter finns listade i Catalogue of Life.